# Sherman Oaks
Sherman Oaks ist ein Stadtteil der kalifornischen Metropole Los Angeles und liegt im Süden des San Fernando Valley. Die Gegend ist urban geprägt, mit einem Mix aus vorstädtischem Wohnraum, Schulen und Gemeinwesen, Geschäften und Bürohochhäusern.

## Geographie
Sherman Oaks grenzt im Norden an Van Nuys und Valley Glen, im Osten an Valley Village und Studio City, im Süden an Beverly Crest und Bel Air, im Westen an Encino und das Sepulveda Basin. Es erstreckt sich vom Mulholland Drive entlang des Van Nuys Boulevard über den Los Angeles River bis zum Burbank Boulevard.

## Geschichte

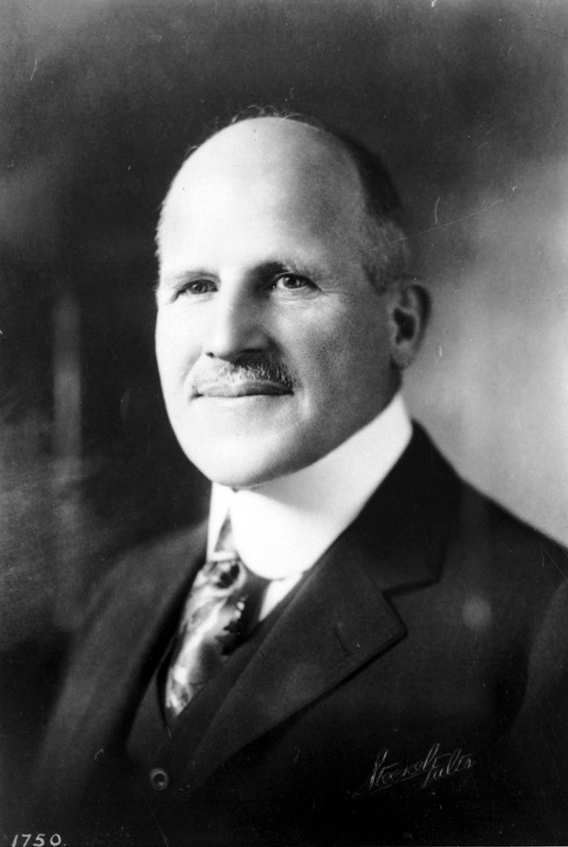
Moses Hazeltine Sherman.

Die Errichtung des Los Angeles Aquädukts 1913 zur Trinkwasserversorgung der wachsenden Stadt sorgte für einen wirtschaftlichen Aufschwung entlang der Strecke. In Erwartung dieser Entwicklung kam es seit 1910 zu Grundstücksspekulationen, woran sich die kleine Gemeinde schon früh beteiligte. 1911 erwarb Moses H. Sherman 1.000 Acre (etwa 4 km²), die er parzellierte und 1927 einträglich verkaufte.

## Demographie
In Sherman Oaks leben 73,8 % Weiße, 11,8 % Latinos, 5,7 % Asiaten, 4,4 % Afroamerikaner und 4,4 % andere. Das Durchschnittsalter liegt bei 27 Jahren und das Durchschnittseinkommen bei $ 69.651 (Stand Census 2000).

## Architektur
Wohnarchitektonisch ist Sherman Oaks geteilt. Während der nördliche Teil stark von Mietwohnungen geprägt ist, sind im südlichen Teil in den Hügeln der Santa Monica Mountains teure Villen und Häuser der Reichen und Schönen zu finden. Informelle Grenze hierbei ist der Ventura Boulevard. In den Hügeln stehen Gebäude, die von Architekten wie Rudolph Schindler oder John Lautner entworfen wurden. Erwähnenswert ist der zwischen 1962 und 1966 von Richard Neutra errichtete Platform House Historic District nahe dem Mulholland Drive.

Bekanntestes Beispiel an Gebrauchsarchitektur am Ventura Boulevard ist die ursprünglich als Mall konzipierte Sherman Oaks Galleria, die Drehort für Filme war und in Frank Zappas Lied Valley Girl Erwähnung fand. 

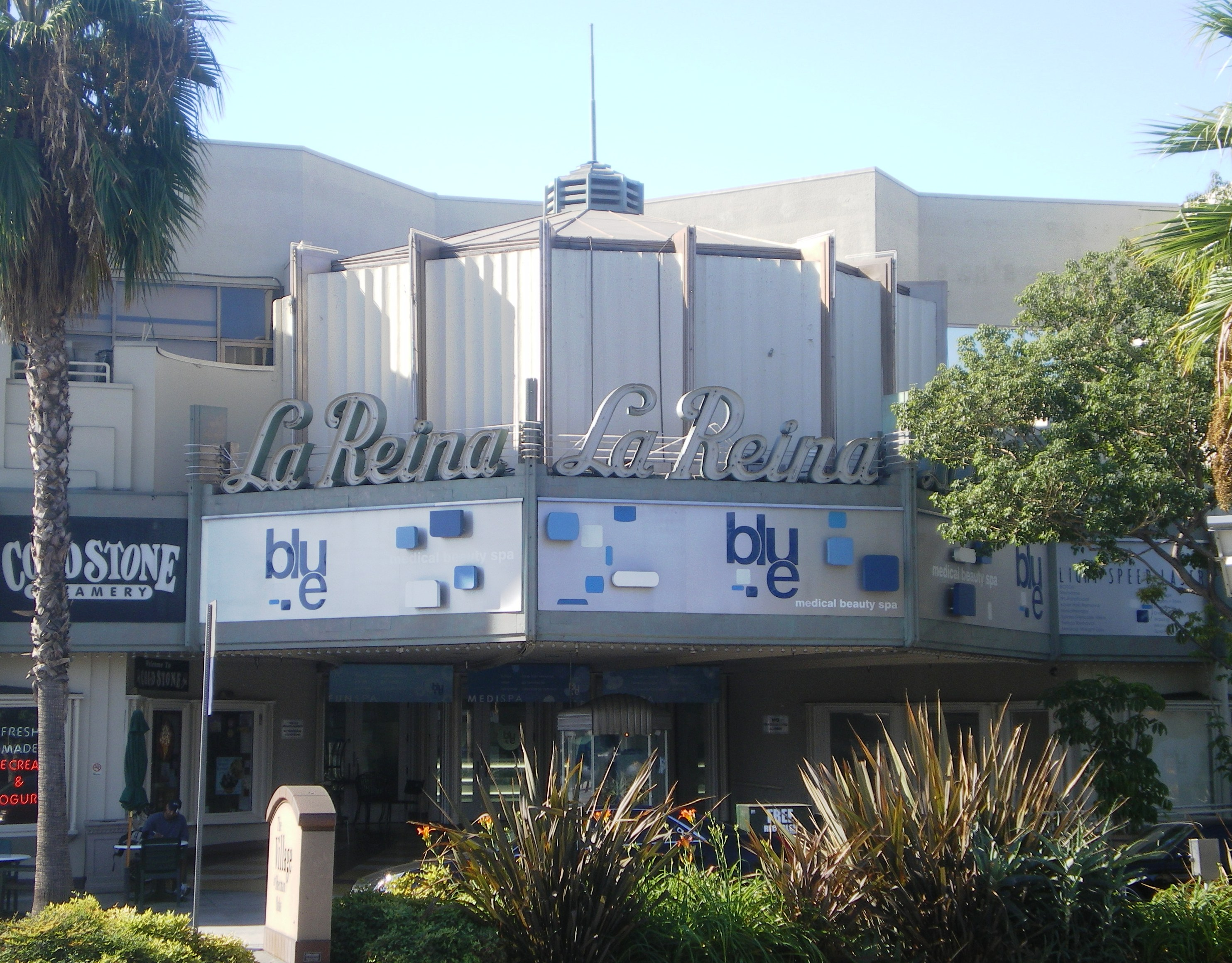
Fassade des ehemaligen La Reina.

Vom im Stil des Art déco errichtetem Kino La Reina, einem der ersten Kinogebäuden im San Fernando Valley ist noch die Fassade erhalten. Seit den 1980ern ist es Teil einer Einkaufspassage am Ventura Boulevard. 

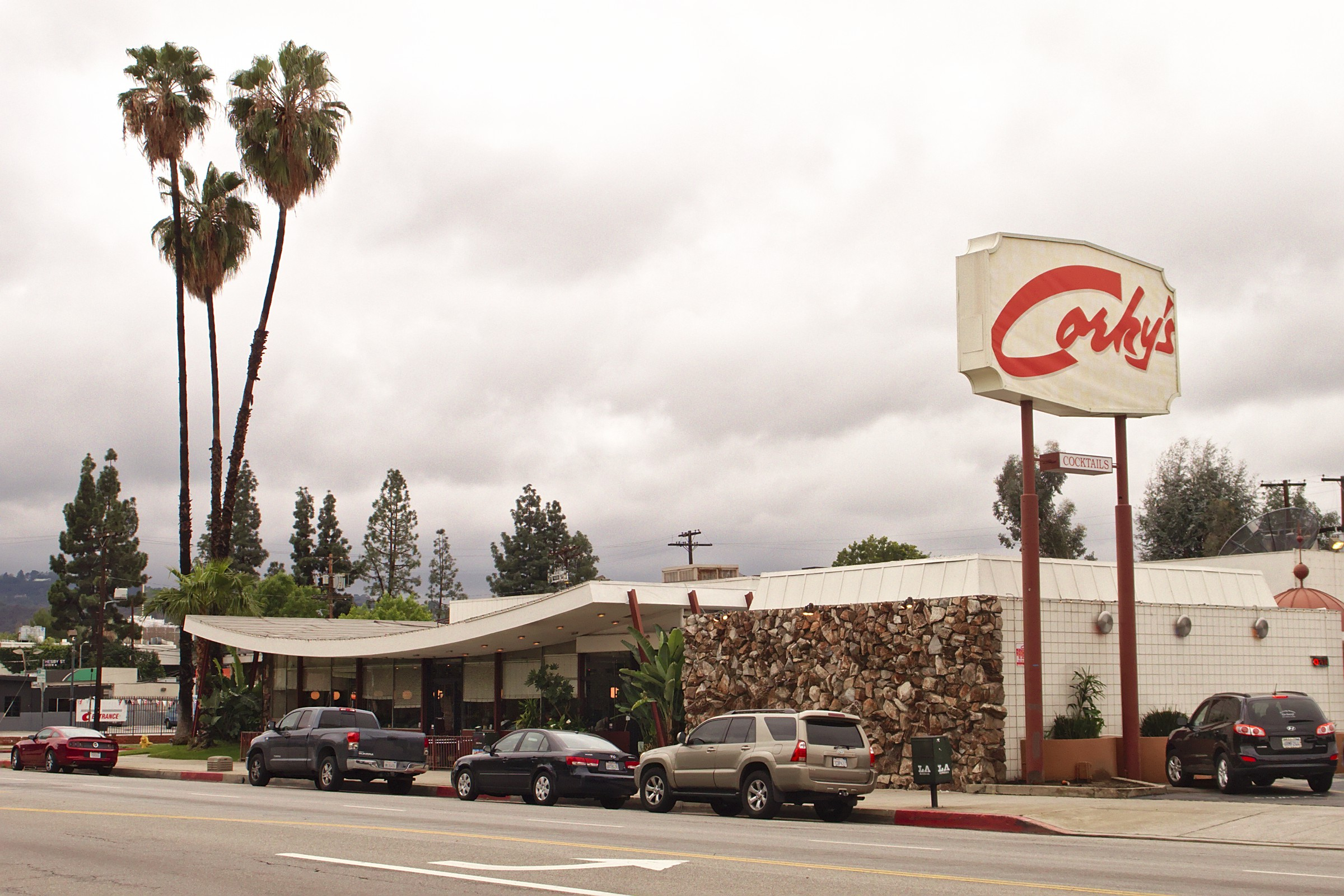
Das Googie-Style-Gebäude von Corky's Restaurant.

Das 1949 von Randall Duell und Phillip A. Conklin geplante und errichtete Autohaus Casa de Cadillac am Ventura Boulevard gilt als eines der markantesten Gebäude im San Fernando Valley. Das 2019 geschlossene Restaurant Corky's am Van Nuys Boulevard war ein seit 1958 betriebenes Restaurant. Das Gebäude ist ein Vertreter der Googie-Stil-Architektur.
Ein Beispiel der frühen Googie-Architektur in Sherman Oaks ist das 1953 errichtete Gebäude von Mel's Drive Inn am Ventura Boulevard. 

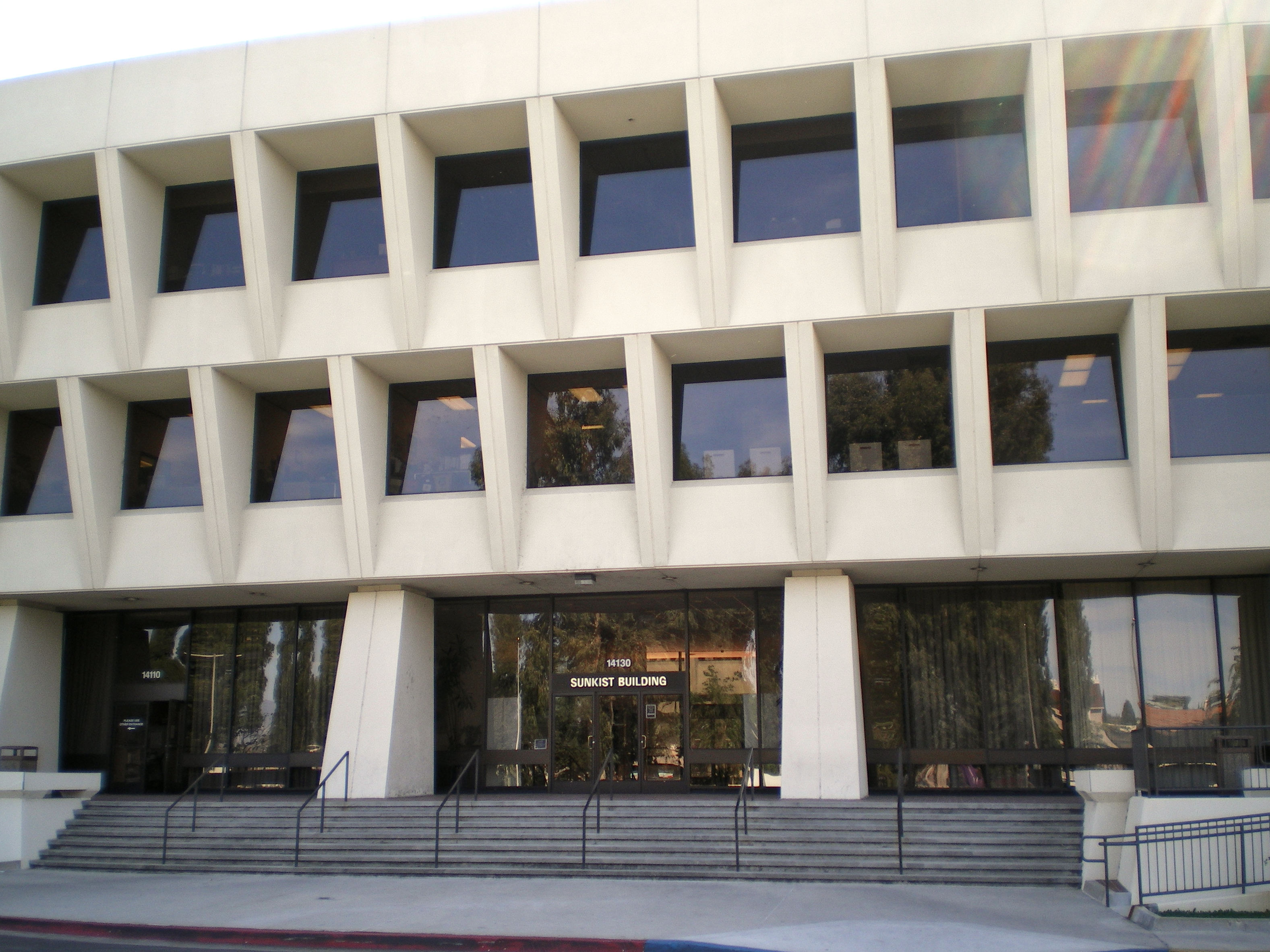
Haupteingang zum ehemaligen Hauptquartier von Sunkist in Sherman Oaks.

Stark brutalistisch geprägt ist der 1970 errichtete ehemalige Sitz von Sunkist an der Kreuzung Riverside Drive und Hazeltine Avenue.

## Wirtschaft
Seit Anfang 2008 liegt das Hauptquartier der Motion Picture Association of America in Sherman Oaks.

## Öffentliche Einrichtungen

### Schulen

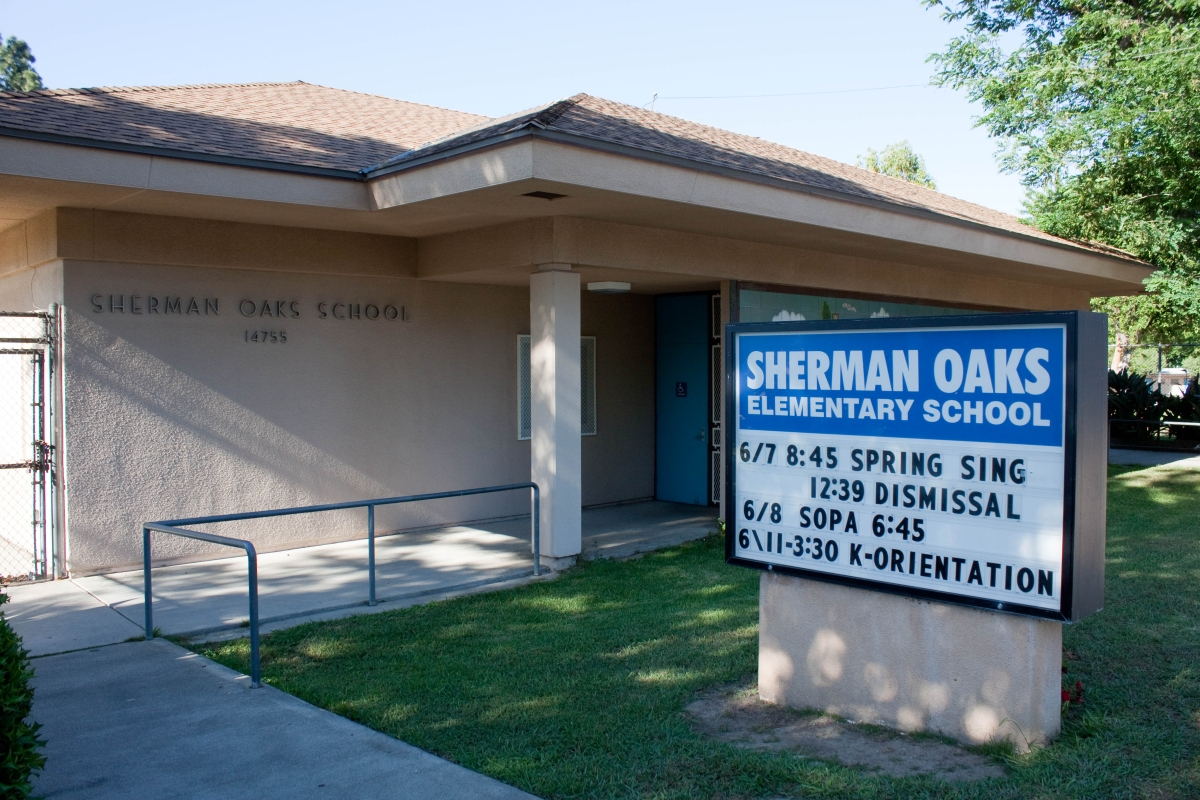
Eingangsbereich der Sherman Oaks Elementary School.

Sherman Oaks ist Standort von mehreren öffentlichen Grundschulen (Elementary Schools), von drei öffentlichen Middle Schools, aber keiner öffentlichen High School. Daneben liegen mehrere Privatschulen, einschließlich von High Schools innerhalb Sherman Oaks. Von den öffentlichen Schulen werden Sherman Oaks Elementary, Dixie Canyon Community Charter und Millikan Middle School auch von Kindern mit Eltern aus der Unterhaltungsbranche Hollywoods besucht.

### Parks
In den Bergen liegt der Deervale-Stone Canyon Park.  Das Gelände war 1999 von der Stadt angekauft worden, um einen Park zu schaffen. Allerdings versäumte die Stadt, Land zu erwerben, dass den Zugang zum Park über öffentliche Straßen ermöglichen würde. Seit 2011 ist ein Zugang über Privateigentum ausgewiesen. Dieser Park verfügt über einen beeindruckenden Ausblick auf das San Fernando Valley Etwas weiter östlich nahe der Kreuzung des Mulholland Drive mit Beverly Glenn liegt der Fossile Ridge Park, der nach Rechtsstreitigkeiten der Stadt gestiftet und 1991 eingeweiht wurde. Der Park ist schwer zu erreichen. Ein weiterer Park in den Santa Monica Mountains ist der relativ kleine Dixie Canyon Park, dessen Fläche 1986 von Warren Beatty gestiftet wurde.
In Sherman Oaks liegt das Van Nuys Sherman Oaks Recreaction Center im War Memorial Park. Das Zentrum bietet verschiedene Sportanlagen, Spielplätze, Grillmöglichkeiten. Direkt neben dem Recreation Center findet sich auch ein öffentliches Schwimmbad.

### Krankenhaus
Das Viertel ist Standort des Sherman Oaks Hospitals, eines 153-Betten-Krankenhauses der gemeinnützigen Prime Healthcare Foundation.

## Religion
In Sherman Oaks liegen einige Gotteshäuser und Glaubenszentren unterschiedlicher Glaubensrichtungen.

### Byzantinisch-Katholisch
Die byzantinisch-katholische Kirche Sankt Mary war 1981 von Papst Johannes Paul II. zur Kathedrale für die den Westen der Vereinigten Staaten umfassende neue Diözese erhoben wurden. Nach dem Northridge-Erdbeben 1994 wurde der Bischofssitz nach Phoenix (Arizona) verlegt. Seit 2004 hat Sankt Mary den Status einer Proto-Kathedrale.

### Römisch-Katholisch
Am Valleyheart Drive liegt das römisch-katholische Kirchengebäude Saint Francis de Sales mit angeschlossener katholischer Privatschule.

### Protestanten
An protestantischen Kirchen bestehen in Sherman Oaks:
- Die Kongregationalisten haben die Congregational Church of the Chimes am Magnolia Boulevard.[24] Die Kirche unterhält auch eine Vorschule.[25]
- Die Sherman Oaks Lutheran Church an der Dickens Street unterhält auch eine Vorschule.[26]
- Methodisten sind in dem Stadtteil mit der Sherman Oaks United Methodist Church an der Dickens Street vertreten.[27]
- An der Straßenkreuzung von Noble Avenue und Dickens Street liegt die Sherman Oaks Presbyterian Church der Presbyterianer.[28]

### Judentum
Das Judentum ist zum einen mit der Chabad of Sherman Oaks am Ventura Boulevard vertreten. Hier werden nicht nur in der Synagoge Gottesdienste abgehalten, es werden auch Thorastudien und Hebräischunterricht angeboten.
Der konservative Temple B’nai Hayim liegt südlich des Ventura Boulevard am Van Nuys Boulevard. Neben der Synagoge unterhält der Tempel eine angeschlossene Vorschule und eine Religionsschule.

## Persönlichkeiten
- Jennifer Aniston (* 1969), Schauspielerin[31]
- Wayne Brady (* 1972), Comedian, Synchronsprecher und Sänger[32]
- Chris Broderick (* 1970), Gitarrist[33]
- LeVar Burton (* 1957), Schauspieler, Regisseur und Autor[34]
- David Caruso (* 1956), Schauspieler[35]
- Julio César Chávez junior (* 1986), Boxer[36]
- Joseph Gordon-Levitt (* 1981), Schauspieler[37]
- Paris Hilton (* 1981), Modedesignerin, Fotomodell, Schauspielerin, Sängerin und Unternehmerin[38]
- Jackson DeForest Kelley (1920–1999), Schauspieler[39]
- Demi Lovato (* 1992), Sängerin und Schauspielerin[40]
- Rami Malek (* 1981), Schauspieler
- Bridget Marquardt (* 1973), Model und Schauspielerin[41]
- Elizabeth (* 1989), Mary-Kate und Ashley Olsen (* 1986), Schauspielerinnen[42][43][44]
- Stephen Root (* 1951), Schauspieler[45]
- LeRoy Samse (1883–1956), Leichtathlet
- Charlie Sheen (* 1965), Schauspieler[46]
- Jack Starrett (1936–1989), Schauspieler und Regisseur[47]
- Corbin Timbrook (* 1958), Schauspieler, Filmproduzent, Filmregisseur, Drehbuchautor und Synchronsprecher

## Sherman Oaks in den Medien
Sherman Oaks ist ein beliebter Drehort für Film und Fernsehen.
- Buffy – Im Bann der Dämonen wurde teilweise in der Sherman Oaks Galleria gedreht.
- Öfters wurden Szenen von Desperate Housewives im Van Nuys Sherman Oaks Park und im Maxson's Drug Store aufgenommen.
- Das Ende von Die Klapperschlange wurde in Sherman Oaks aufgenommen.
- Wiederholte Schauplätze von Scrubs
- Das Blumengeschäft in Six Feet Under – Gestorben wird immer
- Alan Harpers Exfrau Judith in der Sitcom Two and a Half Men lebt in Sherman Oaks.
- Szenen aus Terminator 2 – Tag der Abrechnung, L.A. Crash und Transformers wurden hier aufgenommen.
- Für Once Upon a Time in Hollywood wurde in dem Restaurant Casa Vega gedreht.[48]
- Die Netflix-Serie Noch nie in meinem Leben … wurde hier gedreht.

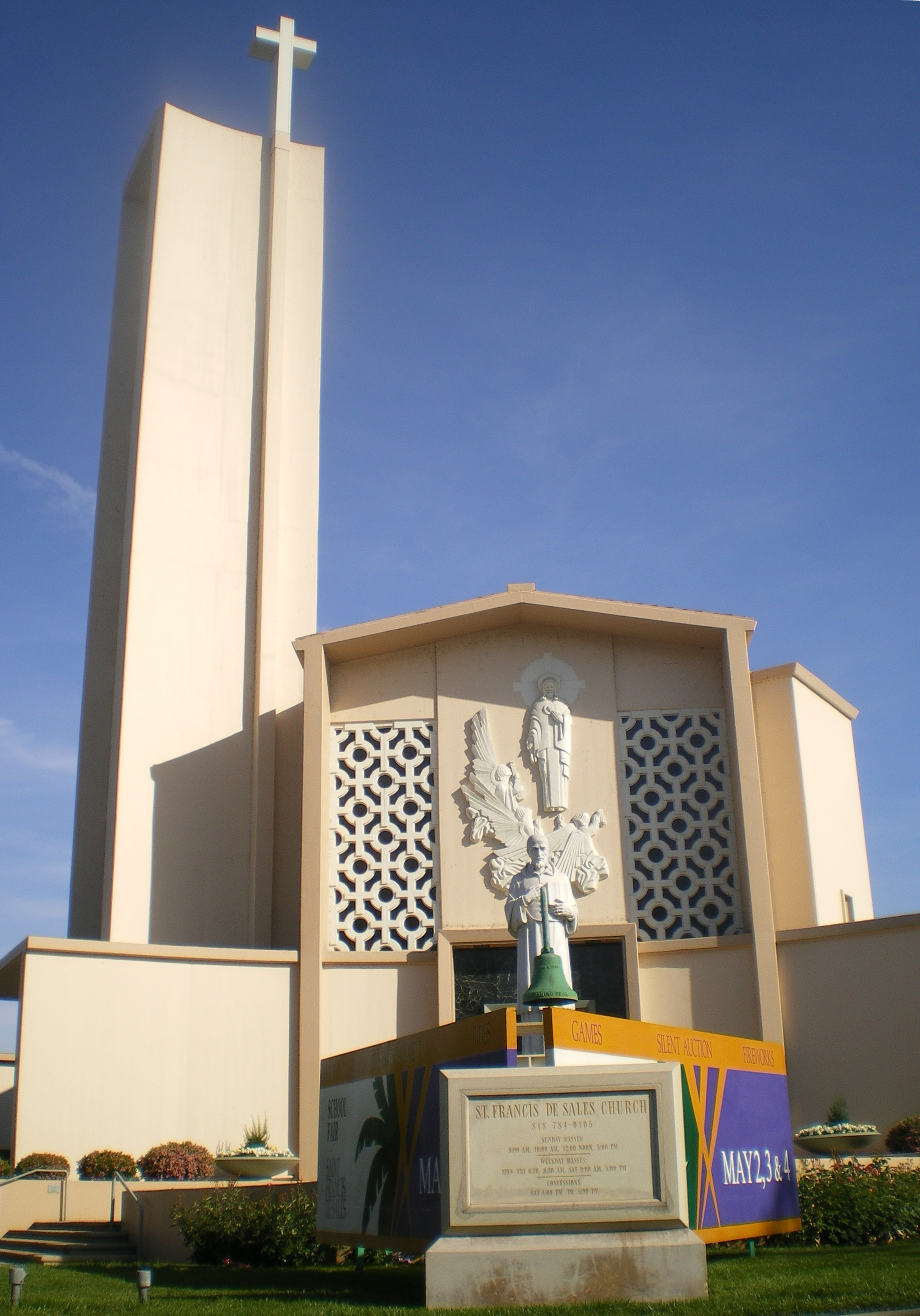
St. Francis de Sales Catholic Church
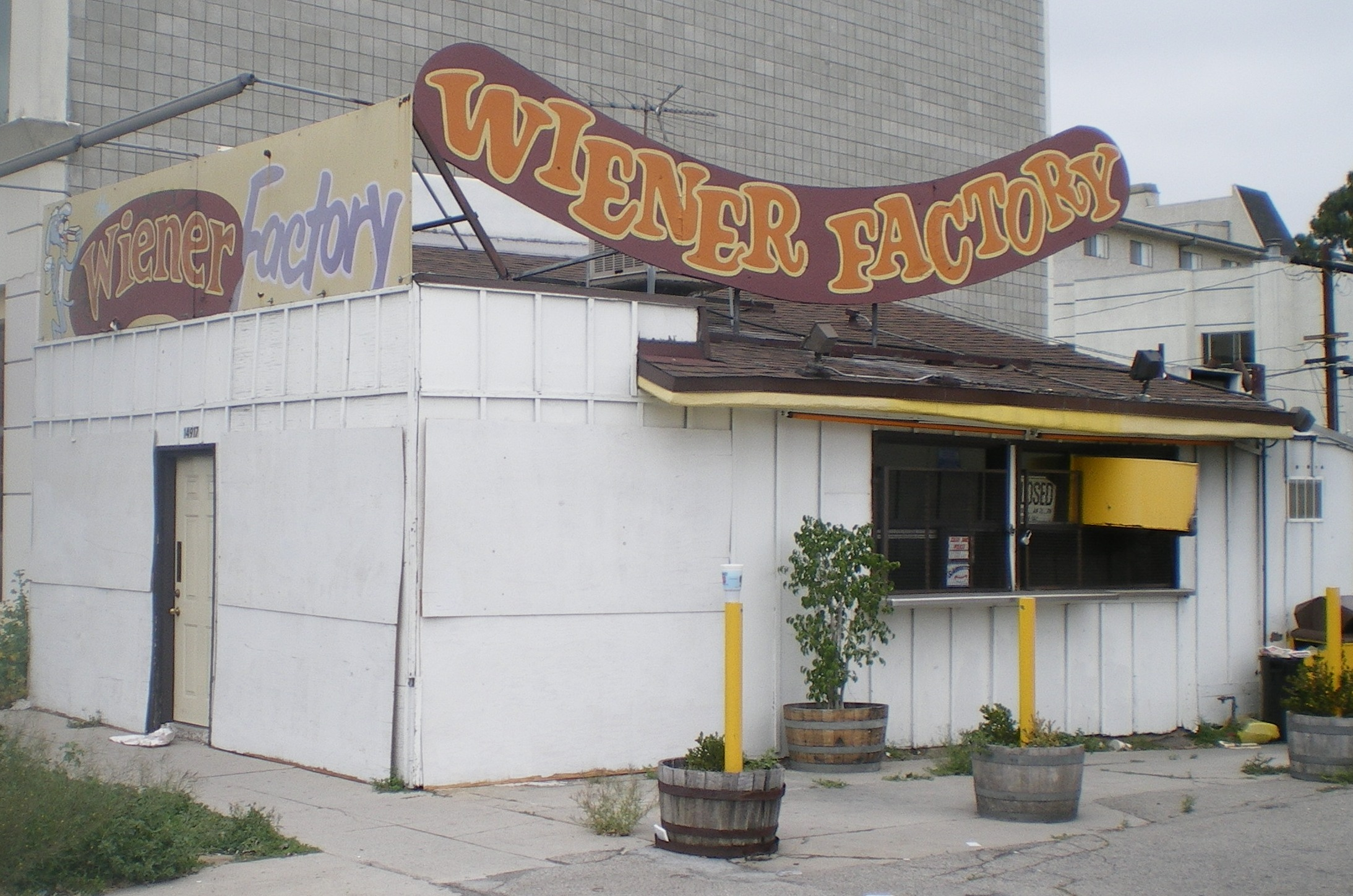
‚Wiener Werkstätte‘, Würstelbude
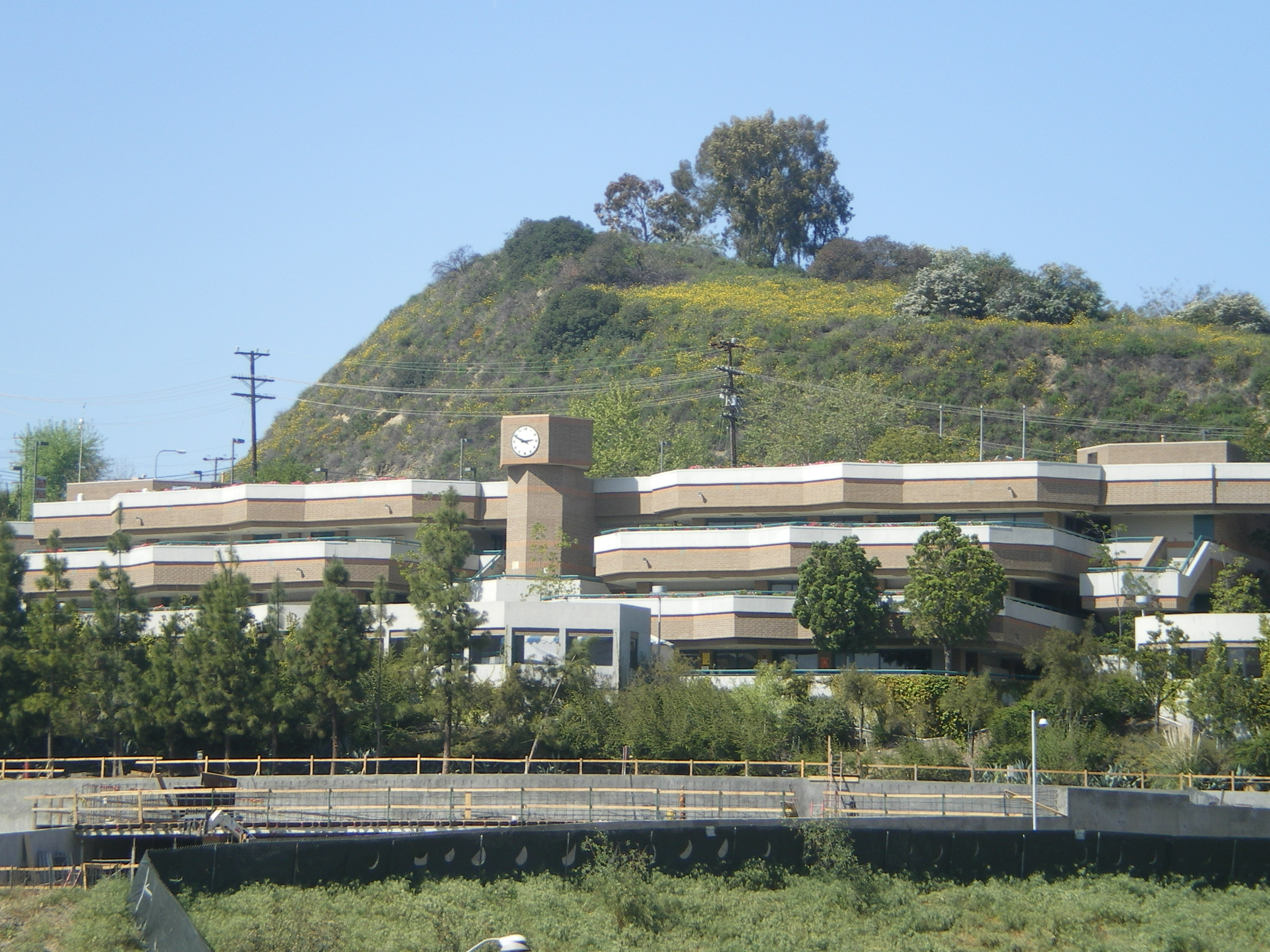
Milken Community High School